# Now and Then (píseň, The Beatles)
Now and Then je píseň anglické rockové skupiny The Beatles, která vyšla 2. listopadu 2023 společně s novým mixem prvního singlu kapely s názvem Love Me Do z roku 1962. Označená jako „poslední píseň The Beatles“ se objevila na novém rozšířeném vydání slavných výběrů zvaných Red Album a Blue Album.
Jde o psychedelickou baladu, kterou John Lennon napsal okolo roku 1977 a nahrál její demo ve svém domácím studiu. Nahrávka se po Lennonově smrti dostala ke zbývajícím členům Beatles, kteří se ji roku 1995 pokusili dokončit v rámci projektu Antologie Beatles. Pro nízkou technickou kvalitu však nakonec nedal George Harrison svolení k plánovanému zařazení výsledku na album Anthology 3. Definitivní podobu dala písni až v roce 2022 společnost WingNut Films, která za pomoci umělé inteligence oddělila zvukové stopy a přimíchala k základu zpěv a nástroje členů Beatles. V listopadu se píseň dostala do čela žebříčku UK Singles Chart jako osmnáctá píseň Beatles v historii a první od roku 1969, což je rekordně dlouhá pauza.
Videoklip k písni natočil Peter Jackson. Vznikl o ní také dokumentární film Now and Then – The Last Beatles Song. Autorem obalu desky je Edward Ruscha.